# 물의 아이들
물의 아이들은 영국의 소설가 찰스 킹즐리가 그의 막내 그렌빌을 위해 쓴 작품이다.

## 이야기

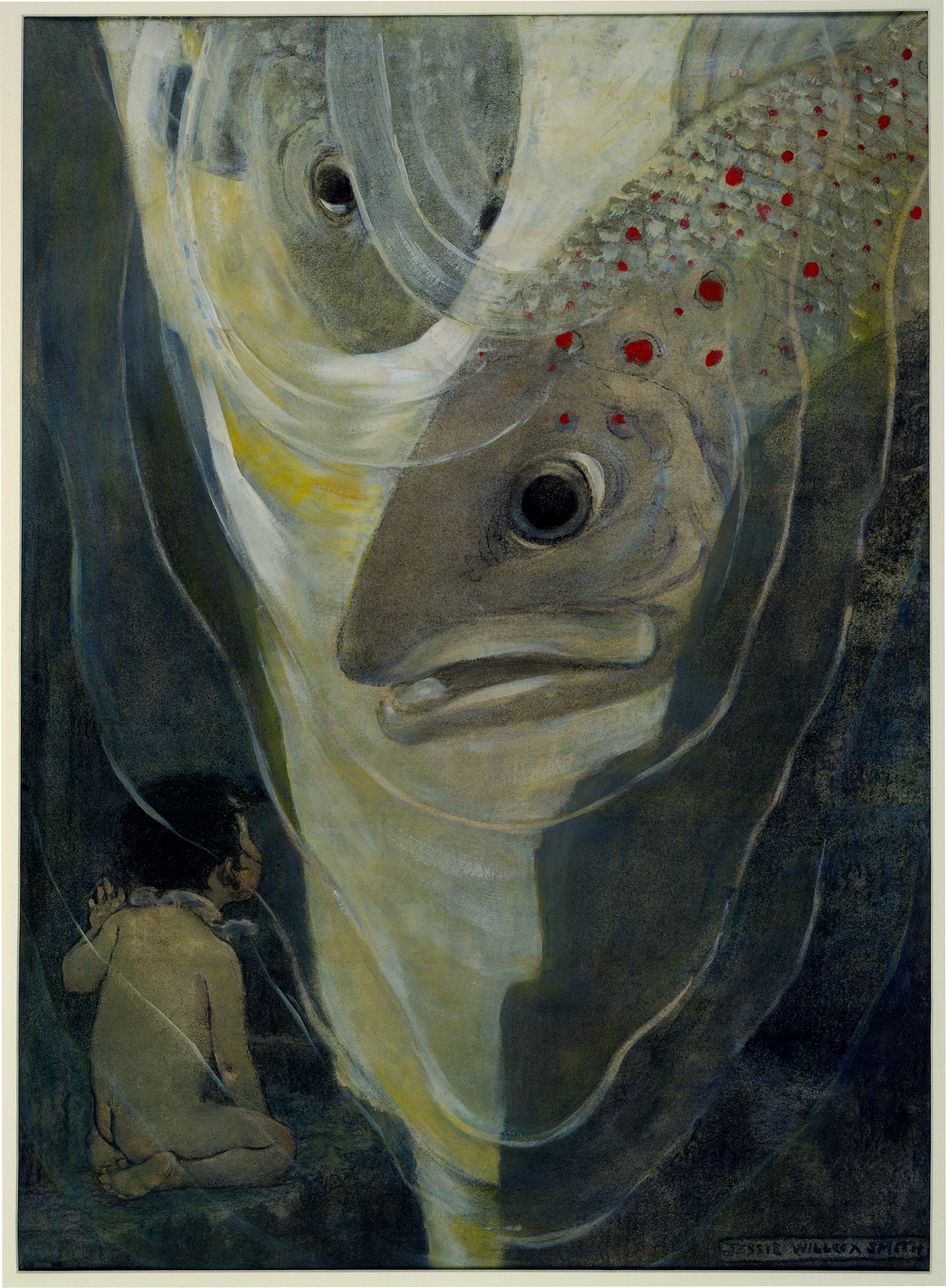

톰은 일련의 모험과 수업을 시작하고 세인트 브렌든 섬의 다른 수역 공동체를 즐기면 자신이 도덕적 생물로 증명한다. 그의 신세계 주요 영적 지도자는 요정 부인이다. 매주 톰은 엘리의 회사를 허용하며 그 후에 물의 아이가 되었다. 
그의 주인인 그리미스도 익사하고, 마지막 모험에서 톰은 세상 끝으로 여행하여 자신의 잘못에 대해 처벌을받는 사람들을 돕기위해 노력한다. 